# Annie Fischer
Pour les articles homonymes, voir Fischer.
Dans le nom hongrois Fischer Annie, le nom de famille précède le prénom, mais cet article utilise l’ordre habituel en français Annie Fischer, où le prénom précède le nom.
Annie Fischer, née le 5 juillet 1914 à Budapest où elle est morte le 10 avril 1995, est une pianiste classique hongroise.

## Biographie
Née dans une famille juive de Budapest, elle y remporte le Concours international Franz Liszt en 1933. Tout au long de sa carrière, elle joue principalement en Europe et en Australie, et ne se produit aux États-Unis que tardivement, traversant l'Atlantique à deux reprises.
Très admirée pour son jeu expressif et spontané et pour son attention au détail, elle est acclamée par des pianistes tels que Sviatoslav Richter. Elle est connue en particulier pour ses interprétations de Mozart, Beethoven, Schubert et Schumann, ainsi que des compositeurs hongrois comme Béla Bartók.

## Prix
- Prix Kossuth (1949, 1955 et 1965)

## Discographie
- Concertos pour piano nos 20 et 21 de Mozart, orchestre symphonique de Budapest dirigé par Ervin Lukacs (eo), Hungaroton.
- Intégrale des sonates pour piano de Beethoven, Hungaroton.
- Concertos pour piano nos 21 et 22 de Mozart, orchestre philharmonique de Londres dirigé par Wolfgang Sawallisch, EMI.
- Concertos pour piano nos 24 et 27 de Mozart, New Philharmonia Orchestra dirigé par Efrem Kurtz, EMI.
- Les Introuvables d'Annie Fischer, EMI.
- Schumann : Kinderszenen, Kreisleriana, Fantaisie, BBC.
- Fischer Plays Haydn, Beethoven, Chopin, Kodály, Mozart, BBC.
- Concerto pour piano n° 3 de Bartók, orchestre symphonique de la radio bavaroise dirigé par Ferenc Fricsay, Orfeo.
- Concerto pour piano n° 3 de Bartók, orchestre symphonique de Londres dirigé par Igor Markevitch, EMI.
- Annie Fischer en concert à Montréal - 1984, Palexa.